# Alfred Aufdenblatten
Alfred Aufdenblatten (Zermatt, 12 november 1897 - aldaar, 17 juni 1975) was een Zwitsers militair en langlaufer. 

## Carrière
Aufdenblatten nam deel aan de Olympische Winterspelen 1924, bij het onderdeel Militaire patrouille won hij samen met zijn ploeggenoten de gouden medaille. Aufdenblatten nam tevens deel aan de 50 kilometer bij het langlaufen en viel in deze wedstrijd uit. 